# Jean-Antoine de Baïf

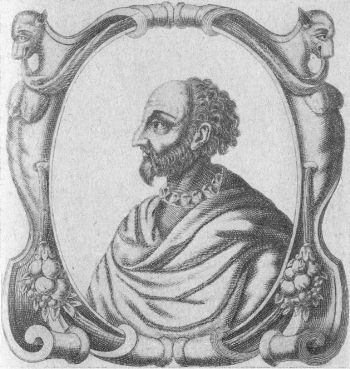
Jean-Antoine de Baïf.

Jean-Antoine de Baïf, född den 19 februari 1532 i Venedig, död den 19 september 1589 i Paris, var en fransk skald. Han var son till Lazare de Baïf. 
Baïf var skolkamrat med Pierre de Ronsard, och tillhörde liksom denne Plejaden. Baïf översatte Sofokles, Plautus och Terentius till franska. Han skrev även Les Mimes, en samling med fabler och tänkespråk med mera.